# Erasmus Gower
Erasmus Gower (Cilgerran, 3 dicembre 1742 – Hambledon, 21 giugno 1814) è stato un ammiraglio britannico.
Prese parte alla guerra d'indipendenza americana e alla contemporanea guerra anglo-francese (1778-1783), dove si distinse durante le battaglie di Trincomalee e Cuddalore. Tra il maggio 1792 e il novembre 1794 partecipò all'Ambasciata portata da Lord George Macartney all'imperatore della Cina Qianlong. Ricoprì l'incarico di Commodoro Governatore di Terranova tra il 20 luglio 1804 e il 25 ottobre 1810, concludendo la sua carriera come Ammiraglio del bianco.

## Biografia
Nacque a Cilgerran, Galles, il 3 dicembre 1742, figlio di Abel e Laetitia Lowes. Entrò nella Royal Navy nel 1755, sotto l'egida dello zio, il capitano John Donkley, brevettandosi successivamente tenente nell'agosto 1862. Entrò poi in servizio, per un breve periodo, presso la Reale Marina portoghese in qualità di ufficiale, prestando servizio su di un vascello di linea ed ottenendo la promozione a capitano di corvetta. Dopo cinque mesi rientrò in Gran Bretagna, dove riprese servizio come tenente imbarcandosi sotto il commodoro John Byron durante il viaggio di circumnavigazione del globo effettuato a bordo della Dolphin tra il 1764 e il 1766. Servì poi sotto il comandante Philip Carteret tra il 1766 e il 1769, imbarcato sullo Swallow, e in seguito prestò servizio nelle Falkland, sullo sloop da 14 cannoni Swift al comando del capitano George Farmer, la locale nave stazionaria. Durante un viaggio di esplorazione della coste della Patagonia, lo Swift urtò uno scoglio non segnalato sulle carte nautiche a Puerto Deseado, affondando il 13 marzo 1770. L'equipaggio, tranne tre marinai che rimasero uccisi, riuscì a salvarsi, ritornando alle Falkland in tempo per assistere all'arrivo della flotta spagnola che occupò l'arcipelago.
Il 9 gennaio 1780 fu promosso al grado di capitano, e tra il 1782 e il gennaio 1784 fu comandante della fregata da 28 cannoni Medea. Al comando di questa unità prese parte alla battaglia di Trincomalee (3 settembre 1782) e poi alla seconda battaglia di Cuddalore (20 giugno 1783). Tra il marzo 1786 e il novembre 1788 ricoprì l'incarico di comandante del vascello da 50 cannoni Salisbury, assumendo poi quello del vascello da 64 cannoni Lion nel maggio 1792. Nominato Cavaliere dell'Ordine del Bagno il 1 agosto 1792, in quello stesso anno il suo vascello fu assegnato alla missione diplomatica britannica che dovera recarsi presso l'imperatore della Cina, Qianlong. La spedizione era diretta dall'ambasciatore Lord George Macartney, con parte del personale che viaggiava a bordo della East Indiaman Hindostan, appartenente alla British East India Company.
La missione diplomatica non ebbe alcun successo, e Lord Macartney ritorno a Londra senza aver ottenuto alcuna concessione commerciale dal governo cinese, pur riportando dettagliate osservazioni sul governo e sulla amministrazione della Cina. Il segretario dell'ambasciata, George Leonard Staunton, fu incaricato di redigere una dettagliata relazione ufficiale sulla spedizione. Il risultato fu un lavoro, in più volumi, e per alcune notizie Stauton attinse dalle carte scritte sia da Lord Maccauley che dal comandante Gower. Il presidente della Royal Society, Sir Joseph Banks, fu responsabile della selezione e dell'organizzazione delle illustrazioni inserite in questa opera ufficiale. Nel novembre 1794 assunse il comando del vascello di linea da 74 cannoni Triumph, ricoprendo tale incarico fino al settembre 1797. Tra l'inizio del 1795 e il giugno dello stesso anno fu temporaneamente al comando del vascello da 74 cannoni Canada, con cui partecipò, agli ordini dell'ammiraglio William Cornwallis, alla battaglia di Groix (16-17 giugno 1795) contro i francesi. Tra l'inizio del 1796 e il 13 luglio dello stesso anno fu al comando della fregata Active da 32 cannoni. Tale fregata andò persa per naufragio nei pressi dell'isola d'Anticosti, sita nell'estuario del fiume San Lorenzo. Tra l'agosto 1997 e il marzo 1799 ricoprì l'incarico di comandante del vascello da 98 cannoni Neptune, e fu presente all'ammutinamento del Nore.
Promosso al grado di contrammiraglio del bianco il 14 febbraio 1799, divenne contrammiraglio del rosso il 1 gennaio 1801, e tra quello stesso mese e il febbraio 1802 alzò la sua insegna sul vascello da 90 cannoni Princess Royal. Divenne viceammiraglio del bianco il 23 aprile 1804, alzando la sua insegna sul vascello da 50 cannoni Isis (maggio 1804-1806), e il 20 luglio di quello stesso anno fu nominato governatore di Terranova, al posto di James Gambier.
In quello stesso anno inviò il cutter Queen Charlotte, al comando del tenente Morrison, in Labrador per investigare sull'afflusso di barche da pesca americane in quelle acque. In seguito alla sua relazione l'Ammiragliato inglese decise di far stazionare li uno sloop per impedire agli americani di pescare abusivamente. A Terranova si distinse subito per le sue capacità, fu attento all'amministrazione locale, riformò il sistema giudiziario, assegnò ed affittò case e terre coltivabili ai coloni appena arrivati, raccolse statistiche accurate sull'evolversi della colonia, sostenne le iniziativa di aiuto agli indigenti, e fece costruire scuole. Lasciò Terranova il 25 ottobre 1810, sostituito da Sir John Holloway. ritornando in Patria, dove fu promosso ammiraglio del bianco il 31 luglio 1810, ma non ricoprì più alcun incarico effettivo. Si spense a Hambledon, nell'Hampshire, il 21 giugno 1814. 
Una via, Gower Street, di Saint John's a Terranova porta il suo nome.

### Annotazioni
1. ↑  Abel Gower fu rappresentante in Parlamento per il distretto di Ludlow, contea dello Shropshire, per 36 anni consecutivi.
2. ↑  Non gli fu riconosciuto il grado ottenuto nella marina portoghese.
3. ↑  Fu promosso al grado di tenente il 9 luglio 1766.
4. ↑  Tra il 1786 e il 1789 fu aiutante di bandiera del Commodoro governatore di Terranova John Elliot.
5. ↑  Lord Macartney rifiutò di prostrarsi ai piedi dell'imperatore Quianlong, come prescriveva l'etichetta di corte, e fu umiliato in quanto, quando finalmente gli fu concessa l'udienza, al posto dell'imperatore trovò un editto appeso sul trono che gli comunicava la decisione imperiale di non dare alcuna concessione commerciale alla Gran Bretagna.
6. ↑  Tali iniziative benefiche furono condotte sotto l'egida della chiesa riformata d'Inghilterra, ma i suoi meriti furono riconosciuti anche dal vescovo cattolico James Louis O'Donel.
7. ↑  Il 9 novembre 1805 era stato nominato viceammiraglio del rosso.
8. ↑  Il 25 ottobre 1809 era stato promosso ammiraglio del blu.

### Fonti
1. 1 2 3  The Naval Chronicle vol.4, 1801, p. 257.
2. 1 2 3  The Naval Chronicle vol.4, 1801, p. 258.
3. 1 2  The Naval Chronicle vol.4, 1801, p. 259.
4. ↑  Court martial to the HMS Swift crew, September 29, 1770, London, Public Record Office.
5. ↑  The Naval Chronicle vol.4, 1801, p. 261.
6. ↑  The Naval Chronicle vol.4, 1801, p. 276.
7. ↑  The Naval Chronicle vol.4, 1801, p. 265.
8. ↑  The Naval Chronicle vol.4, 1801, p. 268.
9. 1 2  The Naval Chronicle vol.4, 1801, p. 277.
10. ↑  The Naval Chronicle vol.4, 1801, p. 278.
11. ↑  Joseph Banks, Papers of Sir Joseph Banks; Section 12: Lord Macartney’s embassy to China; Series 62: Papers concerning publication of the account of Lord Macartney's Embassy to China, ca 1797. Archiviato il 3 giugno 2017 in Internet Archive. [State Library of New South Wales.]
12. ↑  The Naval Chronicle vol.4, 1801, p. 287.
13. 1 2 3  The Naval Chronicle vol.4, 1801, p. 288.
14. ↑  The Naval Chronicle vol.4, 1801, p. 289.
15. 1 2 3 4  Gower 1815, p. 92.
16. 1 2  Gower 1815, p. 93.
17. ↑  Gower 1815, p. 94.